# The Childe
The Childe (coreà 귀공자, hanja 貴公子 Gwigongja home noble) és una pel·lícula de thriller d'acció neo-noir de Corea del Sud del 2023 dirigida per Park Hoon-jung, protagonitzada per Kim Seon-ho i Kang Tae-joo al seu debut cinematogràfic i també Kim Kang-woo, i Go Ara. Es va estrenar als cinemes el 21 de juny de 2023.

## Argument
Marco resideix a les Filipines, cuidant la seva mare malalta, alhora que participa en baralles dins dels estadis il·legals del país. Amb una complexa herència com a descendent de pare coreà i de mare filipina, Marco ha buscat incansablement el parador del seu pare. La seva única motivació és aconseguir fons per a la cirurgia crucial de la seva mare, però la seva recerca implacable no ha donat cap resultat. Després d'una terrible trobada amb una banda que finalment el porta a l'hospital, de sobte emergeix un advocat que afirma representar el seu pare perdut. Aprofitant l'oportunitat, s'embarquen precipitadament en un viatge a Corea del Sud aquella mateixa nit. Tanmateix, durant el vol, Marco es troba en una trobada inquietant amb un misteriós individu que posseeix uns coneixements estranys més enllà del que es veu inicialment a la vista.
A l'arribada de Marco a Corea del Sud, immediatament és emboscat per un assassí sense nom conegut només com "Nobleman", el mateix individu amb el qual va tenir una trobada inquietant a l'avió. Aviat descobreix que està sent perseguit implacablement per un grup perillós d'individus. Al costat de Nobleman, Marco es troba com l'objectiu de Han Yi-sa, un ric hereu amb la intenció de reclamar la gran fortuna del seu pare, i Yoon-ju, una dona misteriosa amb qui Marco es retroba inesperadament a Corea del Sud. Atrapat en un remolí d'imprevisibilitat i bogeria, Marco s'embolica en una xarxa d'incertesa. Enmig d'aquest escenari caòtic, es veu obligat a enfrontar-se a una veritat impactant que trencarà tot el que una vegada va creure sobre el seu passat i present.

## Repartiment
- Kim Seon-ho com a Nobleman (Gwigongja), un perseguidor no identificat que converteix l'entorn de Marco en un desastre.[8][7]
- Kang Tae-joo coom a Marco Han, un boxejador Kopino.[7][5]
- Kim Kang-woo com a Han Yi-sa, un client de conglomerat de segona generació.[2][7]
- Go Ara com a Yoon-ju, una dona misteriosa.[7][9]
- Lee Ki-young com a Kim Seon-saeng, un home que dirigeix un centre per a Kopino.[10]
- Heo Joon-seok com a Andrew Kang (Kang Woon-seok), l'advocat de Han Yi-sa[11][12]
- Justin John Harvey com un home occidental que fa una oferta a Marco que no pot rebutjar.[11][12]
- Jeong Ra-el com a Han Ga-young, la germana petita de Yi-sa.[11][12]
- Choi Jung-woo com a president Han[13]
- Caroline Magbojos com a mare de Marco[14]
- Kim Ho-jun com a guardaespatlles[15]

## Producció
La primera lectura del guió es va fer el 3 de desembre de 2021 i el rodatge va començar el 10 de desembre de 2021. El lloc de rodatge de la pel·lícula va ser a Jangseong, Gokseong, illa de Jeju, i a l'estranger. Kim Seon-ho va marxar cap a Tailàndia el 31 de març de 2022 per al rodatge de la pel·lícula.

## Estrena

### Llançament nacional
Originalment titulat Sad Tropic (슬픈 열대 Seulpeun Yeoldae) el 30 de novembre de 2022, el distribuïdor de pel·lícules Next Entertainment World va anunciar el nou títol com a The Childe i va compartir que la pel·lícula presentada estava previst que s'estrenés el 2023. El 16 de maig de 2023 es va informar que la pel·lícula s'estrenarà a les sales el 21 de juny de 2023 a Corea del Sud.

### Versió internacional
El 16 de maig de 2023, es va informar que la pel·lícula The Childe s'estrenarà a les sales el 21 de juny de 2023 a Taiwan, el 5 de juliol a les Filipines, i el 27 de juliol a Tailàndia.
El 17 de maig de 2023, Screendaily va informar que The Childe es va vendre a diversos distribuïdors internacionals, com Well Go USA (Amèrica del Nord), MovieCloud (Taiwan), Sahamongkolfilm International (Tailàndia), Laon Company+ (Filipines), Encore Inflight i Clover Films (Malàisia, Singapur, Timor Oriental i Hong Kong, Indonèsia, Brunei, Hong Kong i Macau). La pel·lícula també es va estrenar a l'Índia el 4 d'agost.
A Amèrica del Nord, The Childe es va estrenar el 30 de juny de 2023. La pel·lícula també va participar en diversos festivals de cinema. Es va projectar el 14 de juliol de 2023 al Festival de Cinema Asiàtic de Dallas de 2023. The Childe es va estrenar al Quebec el 2 d'agost de 2023 al 27è FanTasia. The Childe també va aparèixer a la programació de la temporada 17 d'Asian Pop-Up Cinema (APUC), amb una presentació especial durant el South Korea Cinema Showcase el 6 d'octubre de 2023 a AMC Newcity 14 a Chicago. A més, Eckerd College va projectar The Childe com a part de The International Cinema Series el 29 de setembre de 2023 a Florida.
A Europa, la pel·lícula va cridar l'atenció de diversos festivals de cinema. El 9 d'agost de 2023 es va anunciar que The Childe havia estat convidat a la secció Òrbita del LVI Festival Internacional de Cinema Fantàstic de Catalunya, que va tenir lloc del 5 al 15 d'octubre de 2023 a Sitges. El 21 d'agost de 2023 es va anunciar que The Childe havia estat escollida com a pel·lícula d'obertura de L'Étrange Festival - XXIXème édition a París, França, que es va estrenar a Europa el 5 de setembre al Forum des Images. The Childe també va participar en el Concurs Internacional per al Gran Premi Nou Gènere i el Premi del Públic del festival.
The Childe va aparèixer a la programació de pel·lícules asiàtiques projectades al 17è Festival Internacional de Cinema de Terror de Lisboa, celebrat a Lisboa, Portugal, del 5 a l'11 de setembre de 2023. La pel·lícula també es va incloure a les pel·lícules coreanes presentades al 12è Festival de Cinema Coreà de Frankfurt, celebrat del 25 al 29 d'octubre de 2023 a Alemanya. A més, es va projectar al Isla Calavera Festival de Cine Fantástico de Canarias - Ciudad de la Laguna, que tindrà lloc del 10 al 19 de novembre de 2023, i el 33è Festival de Cinema Fantàstic de la Universitat de Màlaga, també conegut com a Fancine Málaga, al Cine Albéniz de Màlaga, Espanya, els dies 11 i 14 de novembre de 2023. També es va presentar a la 7a edició del Maniatic Film Festival, que tindrà lloc del 20 al 25 de novembre als ABC Park Cinemas a Espanya, el 24 de novembre.
The Childe també va tenir una forta presència als festivals de cinema asiàtic. Va formar part de la selecció de 16 pel·lícules de Corea del Sud i Indonèsia presentades al "Korea Indonesia Film Festival" (KIFF) celebrat del 20 al 22 d'octubre de 2023 a CGV Cinemas Indonesia a quatre ciutats d'Indonèsia: Jakarta, Bandung, Yogyakarta i Surabaya. Continuant amb el seu viatge, la pel·lícula també va tenir lloc al "2023 ASEAN-Korea Film Festival" celebrat del 27 al 30 de novembre de 2023 al CGV Mall Pacific Place a Jakarta. Aquest festival va mostrar una programació de nou pel·lícules d'Indonèsia, Vietnam, Tailàndia i Corea del Sud. The Childe es va projectar el 28 de novembre.
The Childe tenia previstes estrenes en cinemes a Espanya, titulada "El Bastardo", per al 23 de febrer de 2024. La pel·lícula també forma part de la programació de pel·lícules de Corea del Sud que es presentarà al segment Korean Horizons al 22è Festival de Cinema de Corea de Florència, que tindrà lloc del 21 al 24 de març de 2023 al 21 de març, i es va projectar el 22 de març de 2024 a les 22:30 al Cinema La Compagnia.
L'estrena japonesa de la pel·lícula, titulada "Kikoushi", va tenir lloc el 12 d'abril de 2024. El 8 d'abril, Kim Seon-ho va fer una aparició sorpresa a l'estrena al Japó, unint-se al periodista de cultura coreana Masayuki Furuya per a una salutació escènica a la qual van assistir unes 600 persones. A més, es va fer una exposició que mostrava els vestits de pel·lícules de Kim a Marunouchi Piccadilly a Shinjuku, Tòquio, i Namba Parks Cinema, Osaka. L'exposició va començar el 12 d'abril coincidint amb l'estrena a les sales de la pel·lícula, que també va començar el mateix dia. També es va projectar al 36è Festival de Cinema Asiàtic de Fukuoka del 7 al 8 de setembre de 2024.

### Mitjans domèstics
The Childe va llançar un servei de VOD simultània per a IPTV i cinemes el 18 de juliol de 2023, a través de diverses plataformes com IPTV (Genie TV, SK Btv, LG U+TV), Home Choice, Google Play, Wavve, Wavve, Wavve, Naver Series a, KT skylife, i Cine Fox.
El febrer de 2024, The Childe es va estrenar a la televisió terrestre al canal SBS com a part de la pel·lícula especial de vacances Any Nou Lunar 2024. Es va emetre a les 22.30 h. KST el dissabte 10 de febrer. La pel·lícula va ocupar el vuitè lloc a la Nielsen TOP 20 d'audiències domèstiques amb una puntuació del 4,3% i la cinquena en el TOP 20 d'espectadors a nivell nacional amb 910.000 espectadors. Com a part de la seva programació especial de pel·lícules, el canal per cable OCN va emetre The Childe el dissabte 11 de febrer a les 22:00. El dimarts, 26 de març de 2024, a les 22:20, el canal SBS va emetre una reedició de The Childe. La pel·lícula va ocupar el 15è lloc a la Nielsen TOP 20 d'audiències domèstiques amb una puntuació del 3,4% i el 18è en el TOP 20 d'espectadors a nivell nacional amb 345.000 espectadors.

## Recepció
Al lloc web d'agregació de ressenyes Rotten Tomatoes, la pel·lícula té una puntuació d'aprovació del 94% basada en les ressenyes de 16 crítics.
Peter Marsh del South China Morning Post va valorar The Childe amb tres sobre cinc, va dir que: "el K-drama Kim Seon-ho roba el xou... injectant al seu assassí ben cuidat amb una dosi refrescant d'irreverència effaçada... Com episodi amb una escopeta de sèrie, episodi de Succession, The Childe s'escalfa en un bany de sang alimentat per la cobdícia." Cary Darling del Houston Chronicle va declarar que, "Aquest thriller sinuós... és el que podria passar si Quentin Tarantino, amb una mica d'assistència de John Woo, l' Old Boy de Park Chan-wook i l'esperit d'Alfred Hitchcock, hagués dirigit un episodi de Succession.
Newsen va informar crítiques de l'audiència, amb algunes que afirmaven: "Acció de persecució emocionant, història imprevisible i un banquet de personatges atractius". La pel·lícula The Childe està rebent elogis entusiastes, amb membres del públic real que expressen els seus pensaments com ara "2 hores sense un moment avorrit" i un altre espectador que esmenta "L'acció del director Park Hoon-jung, un toc de comèdia negra i una nova frontera en noir". Val la pena assenyalar que The Childe és l'única pel·lícula entre els 10 millors èxits de taquilla que no és accessible per al públic jove (classificat R). Malgrat aquesta restricció, la pel·lícula ha mantingut un rànquing alt tant en els ingressos de taquilla com en les taxes de reserves, creant expectatives per a un rendiment de taquilla.
L'11 de juliol de 2023, CBI Pictures va anunciar que The Childe s'havia convertit en la segona pel·lícula de Corea del Sud més taquillera a Indonèsia. Des del 25 d'agost de 2023, la pel·lícula ha continuat ocupant el seu lloc entre les deu millors pel·lícules comercials coreanes de 2023, segons la base de dades Kobiz.

## Reconeixements

### Premis i nominacions
| Cerimònia de premi                            | Any  | Categoria                                             | Nominat/Treball | Resultat            | Ref.          |
| --------------------------------------------- | ---- | ----------------------------------------------------- | --------------- | ------------------- | ------------- |
| Baeksang Arts Awards                          | 2024 | Millor actor novell                                   | Kim Seon-ho     | Nominat             | [ 67 ] [ 68 ] |
| Baeksang Arts Awards                          | 2024 | actor més popular                                     | Kim Seon-ho     | Nominat             | [ 67 ] [ 68 ] |
| Blue Dragon Film Awards                       | 2023 | Millor actor novell                                   | Kim Seon-ho     | Nominat             | [ 69 ]        |
| Blue Dragon Film Awards                       | 2023 | Millor actor novell                                   | Kang Tae-joo    | Nominat             | [ 69 ]        |
| Buil Film Awards                              | 2023 | Millor actor novell                                   | Kim Seon-ho     | Guanyador           | [ 70 ] [ 71 ] |
| Buil Film Awards                              | 2023 | Popular Star Award                                    | Kim Seon-ho     | Nominat             | [ 70 ] [ 71 ] |
| Buil Film Awards                              | 2023 | Popular Star Award                                    | Kim Kang-woo    | Nominat             | [ 70 ] [ 71 ] |
| Buil Film Awards                              | 2023 | Popular Star Award                                    | Kang Tae-joo    | Nominat             | [ 70 ] [ 71 ] |
| Buil Film Awards                              | 2023 | Popular Star Award                                    | Go Ara          | Nominat             | [ 70 ] [ 71 ] |
| 7è Festival de Cinema Fantàstic de Canàries   | 2023 | Millor llargmetratge a la Secció Oficial a Competició | The Childe      | Nominat             | [ 72 ]        |
| Festival Film Bandung                         | 2023 | Millor pel·lícula importada                           | The Childe      | Plantilla:Shortlist | [ 73 ] [ 74 ] |
| Festival Film Bandung                         | 2023 | Millor pel·lícula d'acció i comèdia importada         | The Childe      | Guanyador           | [ 73 ] [ 74 ] |
| Grand Bell Awards                             | 2023 | Millor actor novell                                   | Kim Seon-ho     | Guanyador           | [ 75 ]        |
| 43ns Golden Cinema Film Festival (황금촬영상) | 2023 | Millor pel·lícula                                     | The Childe      | Nominat             | [ 76 ]        |
| 43ns Golden Cinema Film Festival (황금촬영상) | 2023 | Millor actor novell                                   | Kang Tae-joo    | Guanyador           | [ 77 ]        |
| Sitges Film Festival                          | 2023 | Millor pel·lícula de la secció Òrbita                 | The Childe      | Nominat             | [ 78 ]        |

### Llistes
| Editor            | Any  | Llista                                                                                   | Lloc   | Ref.   |
| ----------------- | ---- | ---------------------------------------------------------------------------------------- | ------ | ------ |
| Asian Movie Pulse | 2023 | Les 20 millors pel·lícules coreanes del 2023                                             | 11è    | [ 79 ] |
| GQ India          | 2023 | 10 pel·lícules de thriller coreanes apassionants a Amazon Prime Video que et sorprendran | Top 10 | [ 80 ] |